# Spilosoma lineata
Spilosoma lineata Walker, 1855, è un lepidottero appartenente alla famiglia Erebidae, diffuso in Africa occidentale e meridionale.

## Descrizione

### Adulto
L'ala anteriore è di un bianco candido, con venature nere molto marcate, tranne a livello costale.
L'ala posteriore è color crema, tendente al giallognolo, leggermente più ombreggiata tra l'angolo anale e il margine interno; le nervature non sono marcate come nell'ala anteriore.
Il torace è lievemente peloso e di colore biancastro.
L'addome è arancio-rossastro, con una linea longitudinale di macchie puntiformi nere, a livello dorsale; la parte ventrale appare biancastra.
Le antenne sono nere e filiformi, non uncinate alle estremità. I palpi sono neri nella parte superiore, e gialli in quella inferiore
Nelle zampe, le coxe ed i femori del paio anteriore sono arancioni, mentre tibie e tarsi sono neri.
L'apertura alare del maschio raggiunge i 36 mm, quella della femmina è di 42 mm.

### Uova
Le uova sono sferiche, verdognole, e vengono deposte in piccoli gruppi formati da file ordinate.

### Larva
I bruchi sono cilindrici e, specie negli stadi finali dello sviluppo, ricoperti da una fitta peluria scura. Possono avere comportamento gregario, per lo meno durante le prime fasi di vita.

### Pupa
La crisalide è marroncina, liscia e alquanto tozza, con un cremaster non molto sviluppato.

## Distribuzione e habitat
L'areale della specie comprende il Kenya, il Malawi, la Tanzania, l'Angola e il Sudafrica (locus typicus: Natal).
L'habitat preferenziale è rappresentato da zone boschive, macchie a vegetazione mista e giardini.

## Biologia

### Alimentazione

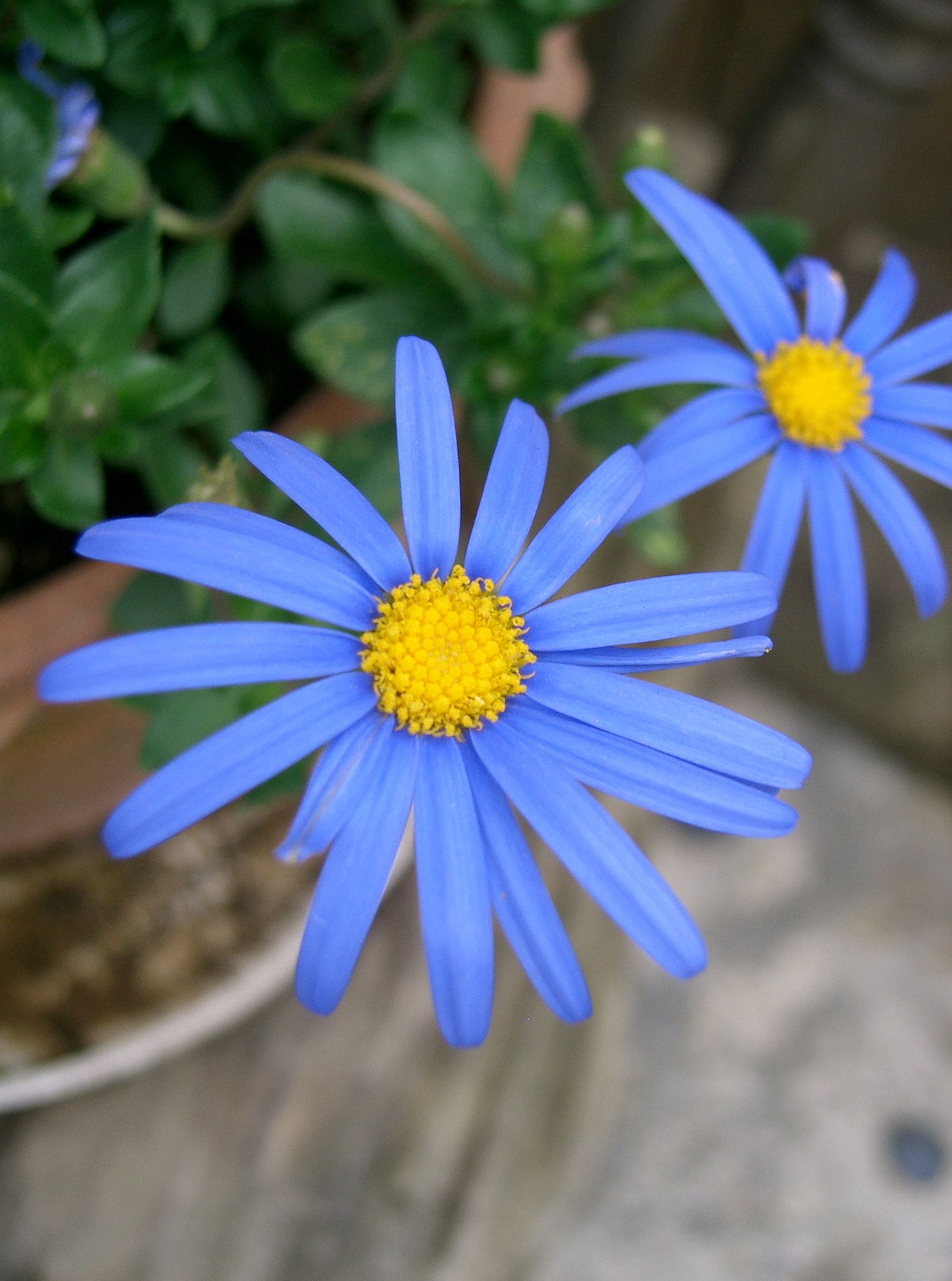
Aster (= Felicia) amelloides

I bruchi sono polifagi e si alimentano su foglie di svariati generi e specie tra cui:
- Aster sp. L. (Asteraceae)
- Boerhavia sp. L. (Nyctaginaceae)
- Cosmos sp. Cav. (Asteraceae)
- Gloriosa sp. L. (Liliaceae)
- Hippeastrum sp. Herb. (Amaryllidaceae)
- Morus sp. L. (Moraceae)
- Passiflora edulis Sims (Passifloraceae)
- Tagetes sp. L. (Asteraceae)
- Zinnia sp. L. (Asteraceae)

## Tassonomia

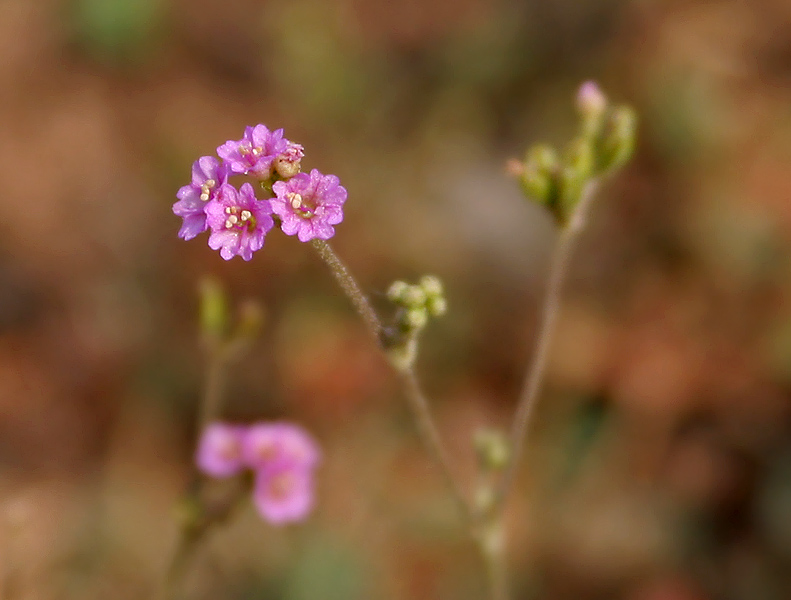
Fiore di Boerhavia diffusa

### Sottospecie
Non sono state riportate sottospecie.

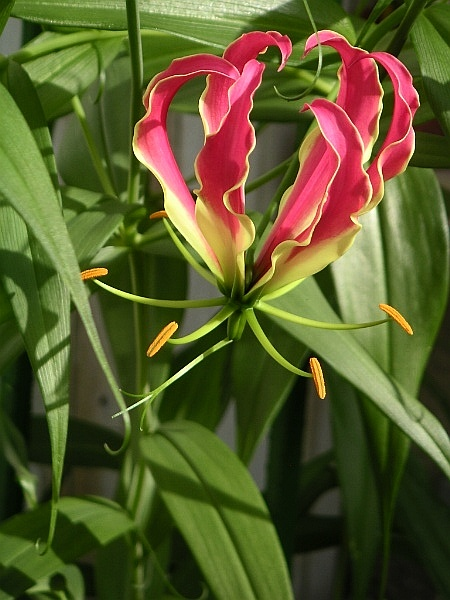
Gloriosa rothschildiana

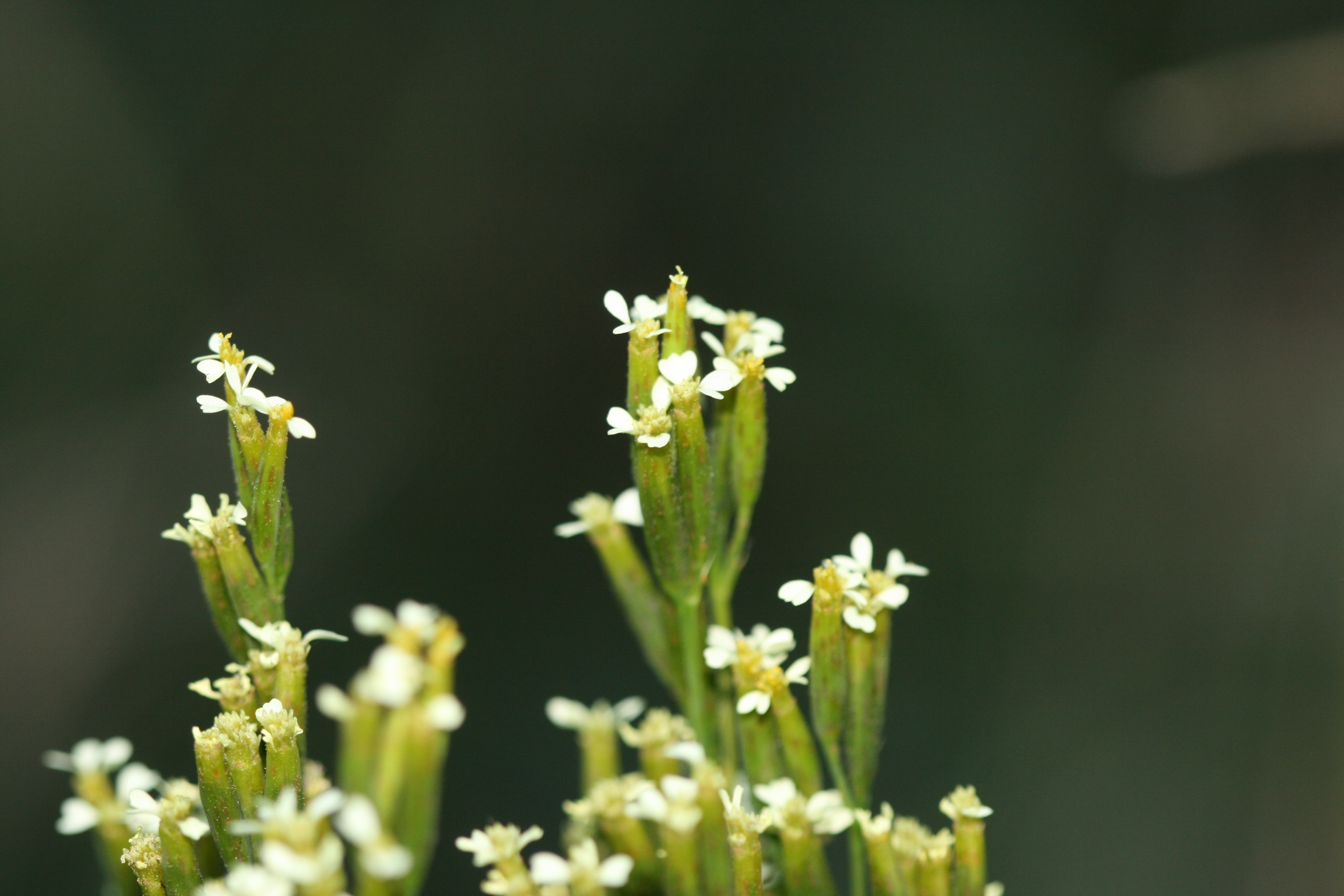
Fiore di Tagetes minuta

### Sinonimi
Sono stati descritti cinque sinonimi:
- Aloa simplex Walker, 1855 - List Spec. Lepid. Insects Colln Br. Mus. 3: 699 - Locus typicus: Natal[3].
- Diacrisia lineata Hampson, 1901 - Cat. Lepid. Phalaenae Br. Mus. 3 : 314, pl. 46, f. 3[1]
- Saenura alba Wallengren, 1860 - Wien ent. Monats. 4: 162 - Locus typicus: Caffraria[5]
- Spilarctia puella Druce, 1898 - Ann. Mag. Nat. Hist. (7) 1 (3): 210 - Locus typicus: Africa Sud-Occidentale, Pondoland[6]
- Spilosoma lineata f. albida Bartel, 1903 - Dt. ent. Z. Iris 16 (1) : 180 - Locus typicus: Tanzania, Zanzibar; Dar-es-Salaam[2]